# Ordu (provincie)
Ordu is een provincie in Turkije. De provincie is 6001 km² groot en heeft 788.564 inwoners (2015). De hoofdstad is Altınordu (voorheen Ordu Merkez).

## Bestuurlijke indeling

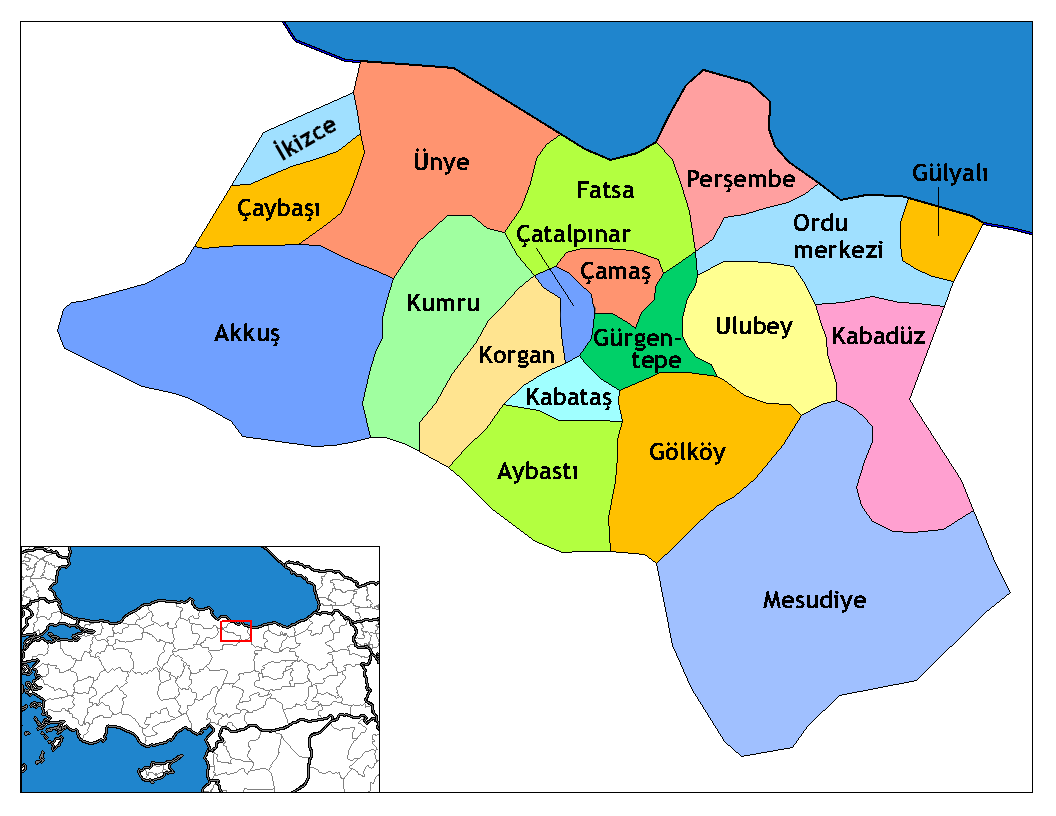
Districten van Ordu

### Districten
De provincie bestaat uit de volgende 19 districten:
| - Akkuş - Altınordu - Aybastı - Çamaş - Çatalpınar | - Çaybaşı - Fatsa - Gölköy - Gülyalı - Gürgentepe | - İkizce - Kabadüz - Kabataş - Korgan - Kumru | - Mesudiye - Perşembe - Ulubey - Ünye |